# Невирапин
Невирапин (международная транскрипция NVP), продаваемый под торговой маркой Viramune  — синтетический противовирусный препарат из группы ненуклеозидных ингибиторов обратной транскриптазы.
Лекарство используется для лечения ВИЧ и профилактики СПИДа, в частности ВИЧ-1. Обычно его рекомендуется использовать с другими антиретровирусными препаратами. Его можно использовать для предотвращения передачи вируса от матери к ребенку во время родов, но не рекомендуется после других воздействий. Принимается внутрь.
Невирапин был одобрен для медицинского применения в США в 1996 году. Он включен в Примерный перечень ВОЗ основных лекарственных средств. Он доступен как дженерик.

## Фармакологические свойства
Невирапин — синтетический противовирусный препарат из группы ненуклеозидных ингибиторов обратной транскриптазы. Механизм действия препарата заключается в связывании с ферментом вируса ВИЧ-1 — обратной транскриптазы и блокировки активности ДНК-полимеразы путём разрушения каталитической части фермента. Невирапин активный исключительно к вируса иммунодефицита человека I типа и неактивный к вирусу ВИЧ-2 и α-, β- и γ — ДНК-полимеразы человека.

### Фармакодинамика
Невирапин при приеме внутрь быстро всасывается, максимальная концентрация в крови достигается в течение 4 часов. Биодоступность составляет 93 %. Невирапин хорошо связывается с белками плазмы крови. Препарат хорошо проникает через гематоэнцефалический барьер. Невирапин проникает через плацентарный барьер и выделяется в грудное молоко. Препарат метаболизируется в печени, выводится из организма преимущественно почками в виде неактивных метаболитов, частично выводится с калом. Период полувыведения невирапина составляет 25-30 часов, это время не изменяется при печеночной и почечной недостаточности.

## Показания к применению
Невирапин применяется для лечения инфекции, вызванной вирусом ВИЧ-1 исключительно в составе комбинированной терапии у взрослых и детей и для профилактики передачи вируса от матери к ребёнку. Монотерапия препаратом не применяется в связи с быстрым развитием резистентности вируса ВИЧ к препарату.
Было показано, что невирапин в составе тройной комбинированной терапии эффективно подавляет вирусную нагрузку при использовании в качестве начальной антиретровирусной терапии (например, у пациентов, ранее не получавших антиретровирусную терапию). Некоторые клинические испытания продемонстрировали сравнимое подавление ВИЧ с помощью схем на основе невирапина, что и при схемах, основанных на ингибиторе протеазы (ИП) или эфавирензе.
Этот препарат обычно следует рассматривать для использования только в том случае, если количество клеток CD4 очень низкое.
Хотя высказывались опасения по поводу схем на основе невирапина у тех, кто начинает терапию с высокой вирусной нагрузкой или низким числом CD4, некоторые анализы показали, что невирапин может быть эффективным в этой группе людей.
Дозирование у детей основано на площади поверхности тела (ППТ), однако были выпущены алгоритмы дозирования на основе веса. Эти рекомендации включают алгоритмы дозирования для новорожденных .

### Профилактика передачи инфекции от матери ребенку
В клинических испытаниях, проведенных в Уганде, однократная доза невирапина, назначенная матери и ребенку, снизила скорость передачи ВИЧ почти на 50% по сравнению с очень коротким курсом профилактики зидовудином (AZT). Последующее исследование в Таиланде показало, что профилактика однократной дозой невирапина в дополнение к зидовудину более эффективна, чем только зидовудин. Эти и другие испытания побудили Всемирную организацию здравоохранения в целях профилактики одобрить использование однократной дозы невирапина во многих развивающихся странах в качестве экономичного способа снижения передачи вируса от матери ребенку. Однако в Соединенных Штатах исследование в Уганде было признано некорректным, и по состоянию на 2006 год Управление по санитарному надзору за качеством пищевых продуктов и медикаментов (FDA) не одобрило такую профилактику невирапином. Однако, сторонники продолжения эксперимента HIVNET 012 утверждали, что недостатки этого эксперимента были в значительной степени вызваны бюрократической некомпетентностью, в то время как результаты этого исследования относительно безопасности и эффективности однократной дозы невирапина были научно обоснованными и слишком важными, чтобы отказываться от него. Более того, утверждалось, что принуждать африканских исследователей, которые работали в условиях нехватки ресурсов, к тем же моральным и процедурным стандартам, что и их западные коллеги, нереально, и это могло привести к дальнейшей маргинализации роли африканских исследователей в научном сообществе и будет препятствовать прогрессу африканской науки. Другое клиническое испытание "Using Nevirapine to Prevent Mother-to-Child HIV Transmission During Breastfeeding" («Использование невирапина для предотвращения передачи ВИЧ от матери ребенку во время грудного вскармливания») было завершено в сентябре 2013 года. Основная проблема этого подхода заключается в том, что мутации устойчивости к ННИОТ обычно наблюдаются как у матерей, так и у младенцев, получившие однократную дозу невирапина, и может поставить под угрозу ответ на будущие схемы, содержащие ННИОТ. Целевая группа службы общественного здравоохранения США рекомендует краткий курс приема Ламивудина/Зидовудина для матери для снижения этого риска.

## Побочное действие
При применении невирапина возможны следующие побочные эффекты:
- Аллергические реакции — высыпания на коже, зуд кожи, крапивница, лихорадка, синдром Стивенса-Джонсона, синдром Лайелла, анафилактический шок.
- Со стороны пищеварительной системы — тошнота, рвота, диарея, снижение аппетита, боль в животе, гепатит, желтуха, печеночная недостаточность (в том числе фульминантный гепатит).
- Со стороны нервной системы — головная боль, сонливость, повышенная утомляемость
- Со стороны опорно-двигательного аппарата — остеонекроз, миалгии, артралгии.
- Другие побочные эффекты — липодистрофия, лактатацидоз, сахарный диабет, гинекомастия (преимущественно в комбинации с другими препаратами).
- Изменения в лабораторных анализах — повышение уровня активности трансаминаз и ГГТП в крови, повышение уровня билирубина в крови, анемия, гранулоцитопения, тромбоцитопения, гипергликемия.

При проведении комбинированной антиретровирусной терапии у больных возрастает вероятность лактатацидоза и гепатонекроза. При проведении АРВТ у больных возрастает вероятность развития сердечно-сосудистых осложнений, гипергликемии и гиперлактемии. Во время проведения АРВТ возрастает вероятность синдрома восстановления иммунной системы с обострением латентных инфекций.

## Лекарственные взаимодействия
Невирапин – это субстрат для печеночных ферментов CYP3A и CYP2B6. Одновременный прием препаратов, которые являются ингибиторами этих ферментов, может значительно повысить уровень невирапина в сыворотке крови. Некоторые примеры этих препаратов включают ритонавир, фосампренавир и флуконазол. С другой стороны, препараты, которые являются индукторами этих ферментов, например рифампицин, могут снизить уровень невирапина в сыворотке крови. Кроме того, одновременное употребление зверобоя (Hypericum perforatum, который, как было показано, индуцирует CYP3A4 и CYP1A2) или продуктов, содержащих зверобой, может значительно снизить уровень невирапина.
Невирапин является индуктором изоферментов цитохрома P450 CYP3A4 и CYP2B6. Он может снизить уровни нескольких совместно вводимых препаратов, включая антиретровирусные препараты эфавиренз, индинавир, лопинавир, нельфинавир и саквинавир, а также кларитромицин, кетоконазол, формы гормональной контрацепции и метадон.

## Противопоказания
Невирапин противопоказан при повышенной чувствительности к невирапина, тяжелых нарушениях печени. Препарат не рекомендуется применять вместе с рифампицином, кетоконазолом, рифапентином, рифабутином, атазанавиром и препаратами зверобоя.

## Механизм действия
Невирапин относится к классу антиретровирусных препаратов ненуклеозидных ингибиторов обратной транскриптазы (ННИОТ). И нуклеозидные, и ненуклеозидные RTI ингибируют одну и ту же мишень, фермент обратной транскриптазы, важный вирусный фермент, который транскрибирует вирусную РНК в ДНК.
Невирапин не эффективен против ВИЧ-2, поскольку карман обратной транскриптазы ВИЧ-2 имеет другую структуру, которая придает внутреннюю устойчивость классу ННИОТ.
Резистентность к невирапину быстро развивается если репликация вируса не подавлена полностью.
Наиболее частыми мутациями, наблюдаемыми после лечения невирапином, являются Y181C и K103N, которые также наблюдаются при использовании других ННИОТ.

## Формы выпуска
Невирапин выпускается в виде таблеток по 0,2 г и суспензии для перорального приема по 240 мл.